# Gdynia
Gdynia (kasjubisk: Gdiniô, tysk: Gdingen) er en havneby i Polen, i voivodskabet Pomorskie. Den er beliggende i et område oprindeligt beboet af kasjubere, og de første beskrivelser af bosættelser i området stammer fra 1200-tallet. Efter Polens 1. deling i 1772 blev den daværende landsby indlemmet i Preussen og sammen med dette senere i det tyske kejserrige. I 1870 var indbyggertallet steget til 1.200 indbyggere. Efter 1. verdenskrig blev byen og den omkringliggende Polske korridor afstået til Polen som led i Versaillestraktaten. Polen havde ønsket at indlemme den nærliggende storby Danzig, men dette var blevet afvist af fredskonferencen pga. Danzigs altovervejende tyske befolkningssammensætning. For at undgå, at den nye polske stat skulle være økonomisk afhængig af havnen i Danzig, besluttede Polen at udbygge Gdynia til en egentlig havneby, og byen gennemgik i mellemkrigstiden en hastig udvikling, og indbyggertallet oversteg 100.000. Denne vækst var betinget af, at byen var Polens eneste havneby på Østersøkysten.
Under 2. verdenskrig erobrede Tyskland byen og indlemmede den i Tyskland, denne gang under navnet Gotenhafen. Ca. 50.000 polske indbyggere blev deporteret fra byen, og byen herefter omdannet til en tysk flådebase. Ved krigens afslutning blev byen genindlemmet i Polen. Byen har siden krigen haft en kraftig befolkningsvækst, og Gdynias indbyggertal overstiger nu en kvart million. Den er reelt vokset sammen med nabobyerne Gdańsk og Sopot til den såkaldte Trójmiasto (Tri-stad / Treby).
Byen har siden 1967 haft venskabsbyforbindelse med Aalborg.
- Areal: 135,5 km²
- Befolkning: 255 300
- Beliggenhed: 18°32' E; 54°32' N
- Telefonkode: (+48) 58
- Borgmester: Wojciech Szczurek